# Qihe
Qihe léase Chi-Jó (en chino:齐河县, pinyin:Qíhé xiàn, lit:río Qi) es un condado bajo la administración directa de la ciudad-prefectura de Dezhou. Se ubica al norte de la provincia de Shandong, este de la República Popular China. Su área es de 1411 km² y su población total para 2010 fue +600 mil habitantes. 

## Administración
El condado de Qihe se divide en 14 pueblos que se administran en 9 poblados y 5 villas.